# Kebon Damar
Kebon Damar is een bestuurslaag in het regentschap Lampung Timur van de provincie Lampung, Indonesië. Kebon Damar telt 2577 inwoners (volkstelling 2010).